# Isla Cancún
Isla Cancún är en ö i Mexiko utanför staden Cancún. Den ligger i lagunen Laguna Nichupté och tillhör kommunen Benito Juárez i delstaten Quintana Roo, i den sydöstra delen av landet.